# 温州北站
温州北站是中国浙江省温州市永嘉县的主要客运火车站，2009年随甬台温铁路正式通车同时启用，启用时名为永嘉站，位于温州市永嘉县瓯北镇黄田片区千石村，距宁波站256.58公里，距温州南站22.51公里。设有4股轨道，两个站台，站房面积5101平方米。车站采用高架布局，是温州境内唯一架设在高架桥上的站房，进出站通过台阶和电梯。这种设计的原因为便于泄洪。2021年9月15日，为了引入杭温高速铁路，永嘉站关闭并改扩建为温州北站。2024年9月6日，温州北站正式开通运营，杭深铁路的部分列车重新停靠本站。

## 改扩建
2021年9月15日，因改扩建的需要，永嘉站停办一切上下客业务，改扩建成温州北站。届时将在原来的规模上增设正线2条，站台4座，车站总规模达到5台13线，站房面积将是原车站的8.5倍。
2022年4月19日，由中铁二十四局集团承建的杭温铁路永嘉站改造项目开始全面施工，这也是国内首个繁忙干线运行中的高铁高架站改造项目。由于白天列车正常运行，永嘉站改造施工只能在夜间高铁天窗时段进行。施工人员要在不影响高铁站内列车正常运行的条件下，利用天窗时间完成5140平方米的钢结构站房拆除和8100平方米的钢结构雨棚、高架混凝土站台的拆除，确保改造作业和列车运行两不误。8月2日，既有永嘉站拆除工作顺利完成。
2024年5月19日凌晨，温州北站完成站房顶部站名牌吊装工作。

## 车站结构
| 北↑  |      |                                                                |  |
|      | 侧式 |                                                                |  |
| 1道  | 8    | 杭温高速铁路 到发线                                            |  |
| Ⅱ道  | 无   | （温州南站）杭温高速铁路 上行联络线 往杭州西站方向（楠溪江站） |  |
|      | 侧式 |                                                                |  |
| 3道  | 7    | 杭深线 到发线                                                  |  |
| Ⅳ道  | 无   | （温州南站）杭深线 上行正线 往杭州东站方向（乐清站）           |  |
| Ⅴ道  | 无   | （温州南站）杭深线 下行正线 往深圳北站方向（乐清站）           |  |
| 6道  | 6    | 杭深线 到发线                                                  |  |
|      | 侧式 |                                                                |  |
| 7道  | 5    | 杭温高速铁路 到发线                                            |  |
|      | 岛式 |                                                                |  |
| 8道  | 4    | 杭温高速铁路 到发线                                            |  |
| 9道  | 3    | 杭温高速铁路 到发线                                            |  |
|      | 岛式 |                                                                |  |
| 10道 | 2    | 杭温高速铁路 到发线                                            |  |
| Ⅺ道  | 无   | （温州南站）杭温高速铁路 下行正线 往温州南站方向（楠溪江站）   |  |
| 12道 | 1    | 杭温高速铁路 到发线                                            |  |
|      | 侧式 |                                                                |  |
| 南↓  | 站房 | 进出站、接驳交通                                               |  |

## 周边景点
- 雁荡山
- 楠溪江